# Viktor Björkman
Carl Viktor Emmanuel Björkman (* 22. Mai 1868 in Gefle in Schweden; † 24. Oktober 1931 in Lübeck) war ein schwedischer Philologe, Literarhistoriker, Schriftsteller, Volapükolist und Hochschullehrer.

## Leben

### Familie
Viktor Björkman war der Sohn des Gymnasialoberlehrers Ansgarius Björkman (1825–1886) und dessen Ehefrau Alida (geb. Högberg; † 1930). Der Schriftsteller und Übersetzer Göran Björkman war sein Cousin.
Er war seit dem 28. September 1895 mit Marie Henriette (* 9. April 1866 in Hamburg), der Tochter des Hamburger Kaufmanns Johann Schlikau, verheiratet; gemeinsam hatten sie zwei Söhne, den Orientalisten Walther Björkman und den Theologen Gerhart Björkman (* 1898). Marie Björkman-Schlikau war eine examinierte Lehrerin und betätigte sich auch als Übersetzerin und Schriftstellerin; sie übersetzte unter anderem ein Gedicht von Eduardo Pondal sowie von Rubén Darío.
Er war mit der österreichischen Schriftstellerin Marie von Ebner-Eschenbach befreundet und korrespondierte mit Thomas Mann.

### Werdegang
Nach dem Abitur im Jahr 1887 in Gefle begann Viktor Björkman 1889 ein Studium der Rechtswissenschaften an der Universität Uppsala. Es folgten Studien in romanischer Philologie, Germanistik und nordischen Sprachen. Während seiner Studienzeit verbrachte er von 1891 bis 1892 einen Aufenthalt in Hamburg, wo er die deutsche Sprache vertiefte und am Handelswissenschaftlichen Lehrinstitut von Gustav Kordgien tätig war. Von 1892 bis 1893 übte er sich im Gebrauch der deutschen Sprache und war Hörer nationalökonomischer und statistischer Vorlesungen an der Universität Uppsala.
Ab 1894 arbeitete er als Lehrer für Schwedisch und Französisch an einer Handelsschule in Lübeck. Nebenberuflich war er staatlich beeidigter Übersetzer für Schwedisch. 1896 lebte er in der Fleischhauerstraße 30. Im September 1898 gründete er mit Genehmigung der Oberschulbehörde das Praktische Handelsinstitut Lübeck, das ihm die Möglichkeit gab, seine Lehrmethoden und -inhalte weiterzuentwickeln. Das Institut befand sich in der Beckergrube 18. 1908 waren hier sechs Lehrkräfte tätig, und das Institut hatte 161 Schüler; 1912 hatte es 167 Schüler. Daneben übernahm Björkman biographisch-geneaologische Forschungsaufträge in Deutschland und Skandinavien.
Von 1918 bis 1931 war er Lektor für die schwedische und norwegische Sprache an der Universität Rostock. Im Jahr 1925 wurde er zum außerplanmäßigen Professor für Schwedisch und Norwegisch an der Philosophischen Fakultät der Universität Rostock ernannt.
Björkman beschäftigte sich unter anderem mit der Kunstsprache Volapük sowie der Genealogie. In seiner Wohnung im Institutsgebäude Beckergrube 18 und seiner Sommerwohnung in der Israelsdorfer Allee 44 a hatte er eine Sammlung „Altes Silber, Zinn u. Messing; Münzen, Siegel, Urkunden, Exlibris; Biographisches und Sphragistisches“ zusammengetragen.
Ein Teil seiner Nachlass-Bibliothek „(besonders neuere schwedische Literatur)“ kam an die Universitätsbibliothek Rostock.

## Mitgliedschaften
Im Jahr 1914 gründete Viktor Björkman ein Deutsch-Nordisches Institut in Lübeck, das den interkulturellen Austausch zwischen Deutschland und den nordischen Ländern fördern sollte. Darüber hinaus war er korrespondierendes Mitglied mehrerer internationaler akademischer Gesellschaften, darunter die Königliche Akademie der schönen Wissenschaften (siehe Reial Acadèmia de Ciències i Arts de Barcelona) in Barcelona, die Königliche Spanisch-Amerikanische Akademie der Wissenschaften und Künste in Cádiz, die Königliche Galizische Akademie (siehe Real Academia Galega) in La Coruña sowie die National-Akademie der Geschichte in Caracas und die Kolumbianische Akademie der Sprache und Poesie in Bogotá. Er gehörte der Gemeinnützigen Gesellschaft sowie dem Verein für Lübeckische Geschichte und Altertumskunde in Lübeck an, der Literarischen Gesellschaft in Uppsala sowie der Literarischen Gesellschaft in Helsingfors, der Société Helléno-Latine in Paris, der Société edueatrice-pacifique in Rom und der Sociedad Geográfica de La Paz an. Er war Mitbegründer und Vorstandsmitglied der Deutsch-Schwedischen Vereinigung in Rostock.

## Ehrungen und Auszeichnungen
Für seine Verdienste in der Sprachwissenschaft und für den interkulturellen Austausch erhielt Viktor Björkman zahlreiche Ehrungen. Er wurde Ehrenmitglied der Iberisch-Amerikanischen Union in Madrid, der National-Akademie der Künste und Wissenschaften in Havanna, der Lateinischen Akademie in Paris sowie der in Rom.
- Orden der Büste Bolivars, Offizier[18]

## Schriften (Auswahl)
- Nature et habitants de la péninsule scandinave. 1891
- Xavier Marmier et ses relations avec les pays du Nord. 1894
- Nouvelle orthographe française. 1901
- Martin Greif, auteur lyrique et dramatique. 1906
- Von Venezuelas Parnaß. Studie von Viktor Björkman, nebst Gedichtproben von Marie Björkman. Dresden; Leipzig: Piersons 1911 (Digitalisat)